# Kobayashi Eitaku
Kobayashi Eitaku (小林 永濯 ; 22 avril 1843 - 27 mai 1890) est un artiste et illustrateur japonais spécialisé dans l'ukiyo-e et le nihonga.

## Biographie
Eitaku fait son apprentissage chez le peintre Kanō Eishin de l'école Kanō. Selon la légende, il aurait aspiré à peindre pour le clan Ii à Hikone, et Kanō Eishū l'aurait pris comme fils adoptif. Après avoir quitté l’école Kanō pour produire de l’ukiyo-e, l'artiste d'ukiyo-e Kawanabe Kyōsai se serait occupé de lui. 
Le travail d'Eitaku a longtemps été mésestimé au Japon, à l'instar de celui de ses contemporains artistes de la fin de ukiyo-e. Il était visiblement plus estimé en Occident, sa peinture Sugawara Michizane priant sur le Tenpai-zan (道真天拝山祈禱の図 Michizane Tempaizan kitō no zu, 1880) ayant gagné sa place au musée des Beaux-Arts de Boston. 